# Gonario Pinna
Gonario Pinna (Nuoro, 11 settembre 1898 – 19 maggio 1991) è stato un avvocato, saggista, scrittore e politico italiano. Ha scritto due drammi teatrali Il castigo e La malasorte, ed una commedia Non sempre il male viene per nuocere. È stato un deputato italiano eletto nel 1958.

## Biografia
Era figlio del penalista e deputato Giuseppe, che era stato assassinato a Nuoro nel 1908. Aveva iniziato i suoi studi a Sassari ed in seguito aveva proseguito il liceo a Firenze. Nel 1917, dopo il diploma, si iscrive alla facoltà di giurisprudenza presso l'Università La Sapienza  a Roma, dove si laureò nel 1921.
Aveva partecipato alla I guerra mondiale ed era stato nel campo di concentramento a Sopron in Ungheria. Finita la guerra, fece l'apprendistato presso lo studio del professore di Diritto penale Enrico Ferri. Per un breve periodo fu a Berlino dove aveva sostenuto studi di sociologia criminale ed in quella circostanza era stato corrispondente de La Voce Repubblicana. Nel 1922 rientrò a Roma, dove collaborò fra gli altri a La critica politica, alla rivista giuridica Scuola Positiva e al settimanale La Riscossa diretto da Francesco Spanu Satta.
Dal 1923 iniziò la sua attività di avvocato nella sua città. Antifascista, nel dopoguerra aveva aderito in un primo momento al Partito Sardo d'Azione ed aveva redatto un progetto di statuto per la Regione Sardegna. Dal 1955 si iscrive al Partito Socialista Italiano nelle cui file fu eletto parlamentare. Finito il mandato, dal 1963 riprende a tempo pieno l'esercizio della sua professione.
E quando, finalmente, la guerra finisce e arriva a Roma per studiare legge, Pinna ha una marcia in più e si vede. Lo vedono le redazioni dei giornali per cui collabora: “Iniziativa”, “Scuola Positiva”, “La riscossa” e “L’eloquenza”. E lo vede anche Enrico Ferri, già direttore dell’Avanti, che a La Sapienza insegna diritto penale e che gli disegna già il futuro: prima la Scuola d’applicazione giuridico-criminale e poi l’Istituto Criminalistico di Berlino, il meglio del meglio.

## Opere
- Due problemi della Sardegna. Analfabetismo e delinquenza. Sassari, 1955
- Il pastore sardo e la giustizia. Cagliari, 1967. ried. con l'aggiunta di Taccuino d'un penalista sardo. Nuoro, 2003 ISBN 88-87825-80-7
- Antologia dei poeti dialettali nuoresi. Cagliari, 1969